# Svartstjärtad tityra
Svartstjärtad tityra (Tityra cayana) är en fågel i familjen tityror inom ordningen tättingar.

## Utbredning och systematik
Svartstjärtad tityra delas in i två underarter:
- T. c. cayana – förekommer från östra Colombia till norra Bolivia, Guyana, norra Brasilien och Trinidad
- T. c. braziliensis – förekommer från östra Brasilien (Maranhão) till östra Paraguay och nordöstra Argentina

Sedan 2016 urskiljer Birdlife International och naturvårdsunionen IUCN braziliensis som den egna arten "brasilientityra". 

## Status
IUCN bedömer hotstatus för underarterna (eller arterna) var för sig, båda som livskraftiga.